# Sereno de Marsella
Sereno (Serenus, f. Biandrate, 601) fue el décimo obispo de Marsella.
Se le conoce a través de un intercambio de cartas con el Papa Gregorio Magno.
La Iglesia católica conmemora su festividad el 2 de agosto.
La correspondencia entre el Papa y el obispo de Marsella se refería a la posición de la Iglesia frente a las imágenes en las iglesias y al viaje emprendido por San Agustín, futuro arzobispo de Canterbury, y los monjes que lo acompañaron a Inglaterra.
Habría muerto cerca de Biandrate en la diócesis de Vercelli a su regreso de Roma donde tuvo que discutir sus posiciones iconoclastas con respecto a la veneración de las imágenes.
Fue enterrado cerca de la abadía de San Nazzaro y su cuerpo, hallado en la Edad Media, fue transportado a la iglesia de Biandrate.

## Iconoclasia y adoración de imágenes
El obispo había destruido las santas imágenes aplicando estrictamente el mandamiento dado por Dios a Moisés:

No harás estatua ni representación de las cosas que están arriba en los cielos, que están abajo en la tierra y que están en las aguas debajo de la tierra. No te inclinarás ante ellos, ni les servirás.
Éxodo 3-5

En 599, el Papa envió al abad Ciriaco a la Galia. Al tener que pasar por Marsella, le había entregado a Ciriaco una carta que había escrito al obispo:

Aprendí hace mucho tiempo que al ver a algunas personas adorando las imágenes de la iglesia, las rompías y las tirabas. Alabo tu celo por evitar que se adoren las cosas hechas por el hombre, pero creo que no debes romper estas imágenes. Porque ponemos cuadros en las iglesias para que los que no saben leer puedan ver en las paredes lo que no pueden aprender de los libros. Así que tenías que mantenerlos y evitar que la gente pecara adorando la pintura.

Sereno respondió al Papa, dudando que esta carta fuera de él. El Papa le respondió al año siguiente:

No debe haber sospechado del padre Ciriaco, que era el portador de mis cartas.

Luego hablando de imágenes:

Dime, hermano mío, ¿de qué obispo has oído hablar alguna vez que hizo lo mismo? ¿No debería detenerte esta consideración sólo para no parecer solo piadoso y sabio, despreciando a tus hermanos?... Se dice que al destrozar estas imágenes escandalizó tanto a su gente que la mayoría se separó de su comunidad. Debemos recordárselos y mostrarles que a través de las Sagradas Escrituras no está permitido adorar lo hecho a mano. Luego agregue, que al ver el uso legítimo de las imágenes, convertido en adoración, se indignó y las hizo romperse. Agregarás: si quieres tener imágenes en la iglesia, para tu instrucción, para lo cual fueron hechas en el pasado, con mucho gusto te lo permitiré. Así que los ablandarás y los volverás a unir. Si alguien quiere hacer imágenes, no se lo impida: solo prohíba adorarlas. La vista de las historias debe despertar en ellos remordimiento: pero deben postrarse sólo para adorar a la Santísima Trinidad. Todo esto te lo digo solo por amor a la Iglesia, no para debilitar tu celo, sino para animarte en tu deber.

Gregorio Magno, después de Basilio el Grande (329-379), Gregorio de Nazianzo (330-390), Gregorio de Nisa (335-394) y Paulino de Nola (353-431), resume en sus cartas que las imágenes son útil para aquellos que no pueden leer libros.
Gregorio el Grande establece tres roles para las imágenes en sus dos cartas a Sereno:
- educar a los analfabetos,
- arreglar el recuerdo de la santa historia,
- despertar un sentimiento de remordimiento entre los fieles.

Pero el obispo debe enseñar que las imágenes no se pueden adorar.